# Vaso

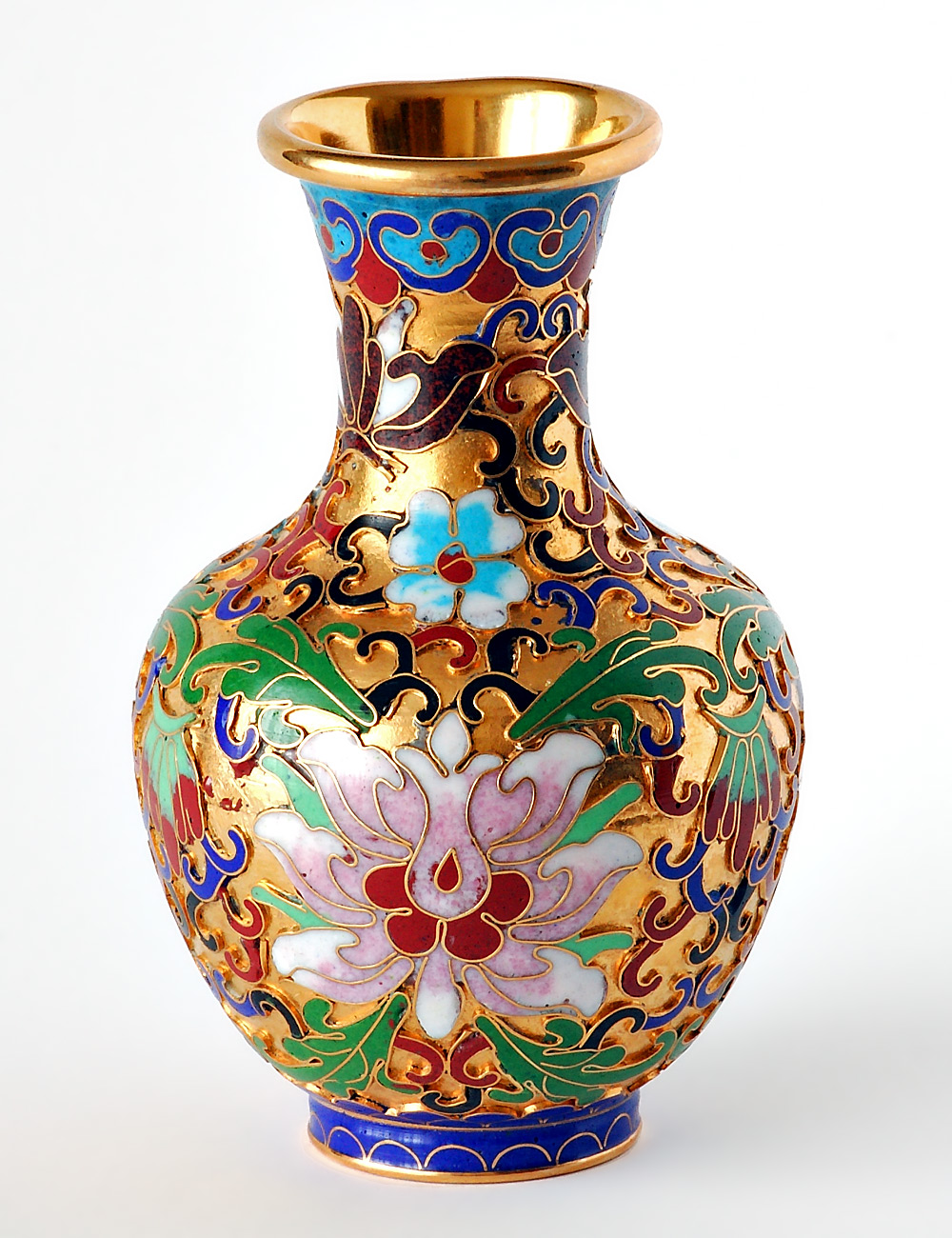
Vaso cinese

Un vaso è un contenitore aperto, usato per liquidi, solidi, o a scopo decorativo per fiori ecc. Può essere fatto con molti materiali, come la terracotta, la porcellana, la ceramica, il metallo, il legno, il vetro e la plastica.
La fabbricazione e decorazione di vasi è anche una forma d'arte, sviluppatasi storicamente in aree come la Grecia antica o la Cina imperiale, ne è esempio il meiping.

## Tipi

### Antichi
- Alabastron
- Anfora
- Situla

### Contenitori per liquidi
- Botijo
- Brocca
- Caraffa
- Decanter
- Quartara
- Vaso sacro è un oggetto liturgico.

### Stoccaggio
- Capasone
- Giara
- Orcio

### Contenitori per solidi
- Urna funeraria, recipiente per le ceneri del defunto dopo la cremazione.
- Vaso di terracotta, a forma di tronco di cono rovesciato o di parallelepipedo rettangolare, forato alla base e predisposto ad essere riempito di terriccio, in cui si coltivano piante o fiori a scopo ornamentale.

### Altri utilizzi
- Vaso risonante, progettato per migliorare l'acustica in alcuni tipi di edifici.

## Vasellame
Con il termine vasellame vengono indicate le varie tipologie di vasi ma anche di altri recipienti di un certo valore, in particolare quelli fabbricati in vetro, cristallo, ceramica, terracotta o con metalli pregiati come l'oro e l'argento. Vengono considerati vasellame soprattutto i recipienti da usare in cucina, che oltre ai vasi comprendono anfore, bottiglie, bicchieri, piatti, vassoi, tazze, ecc., ma anche recipienti da utilizzare a fini decorativi.

## Mitologia
Nella mitologia greca fu importante il Vaso di Pandora.

## Galleria d'immagini

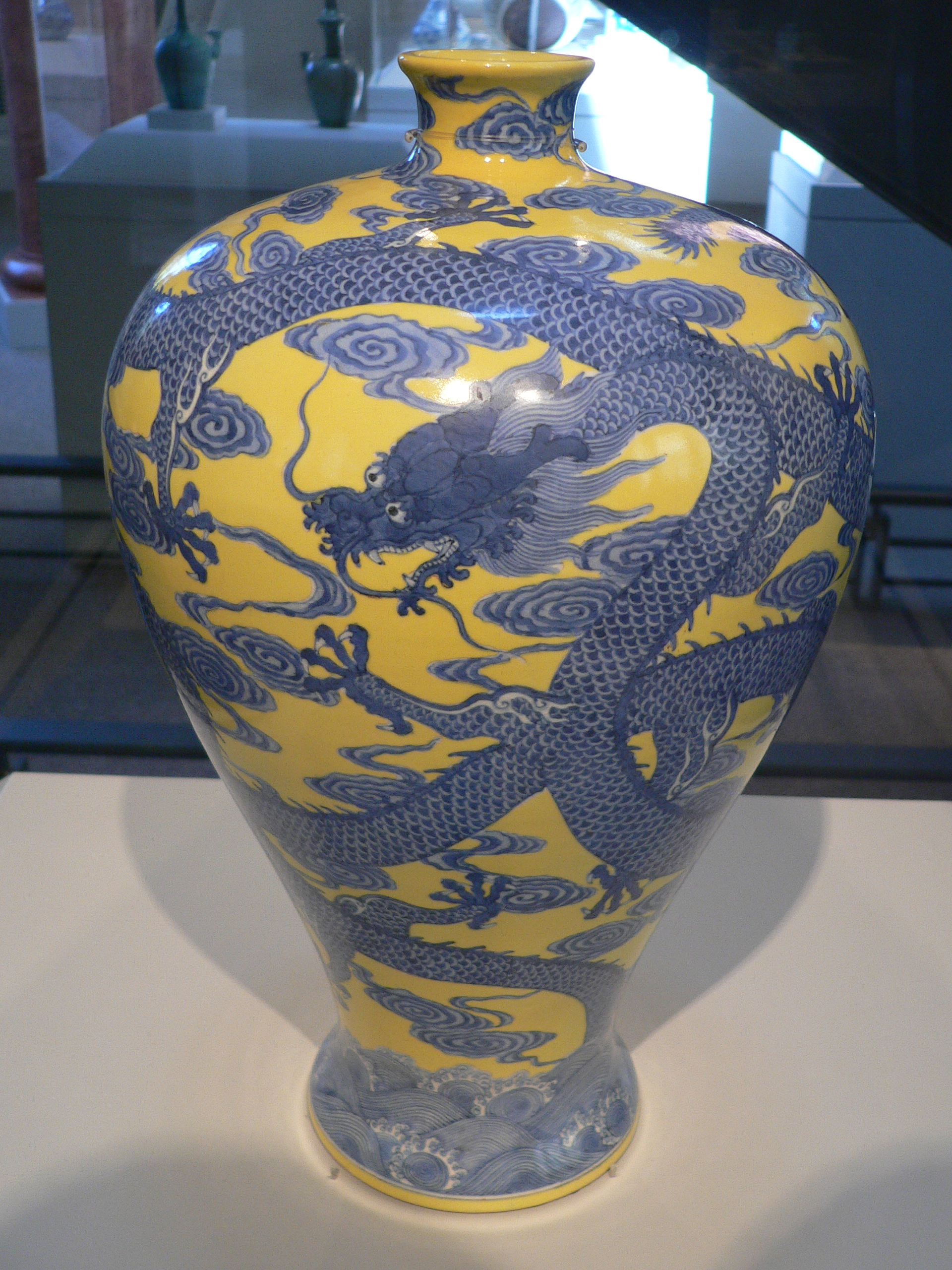
Meiping del XVIII secolo (dinastia Qing).
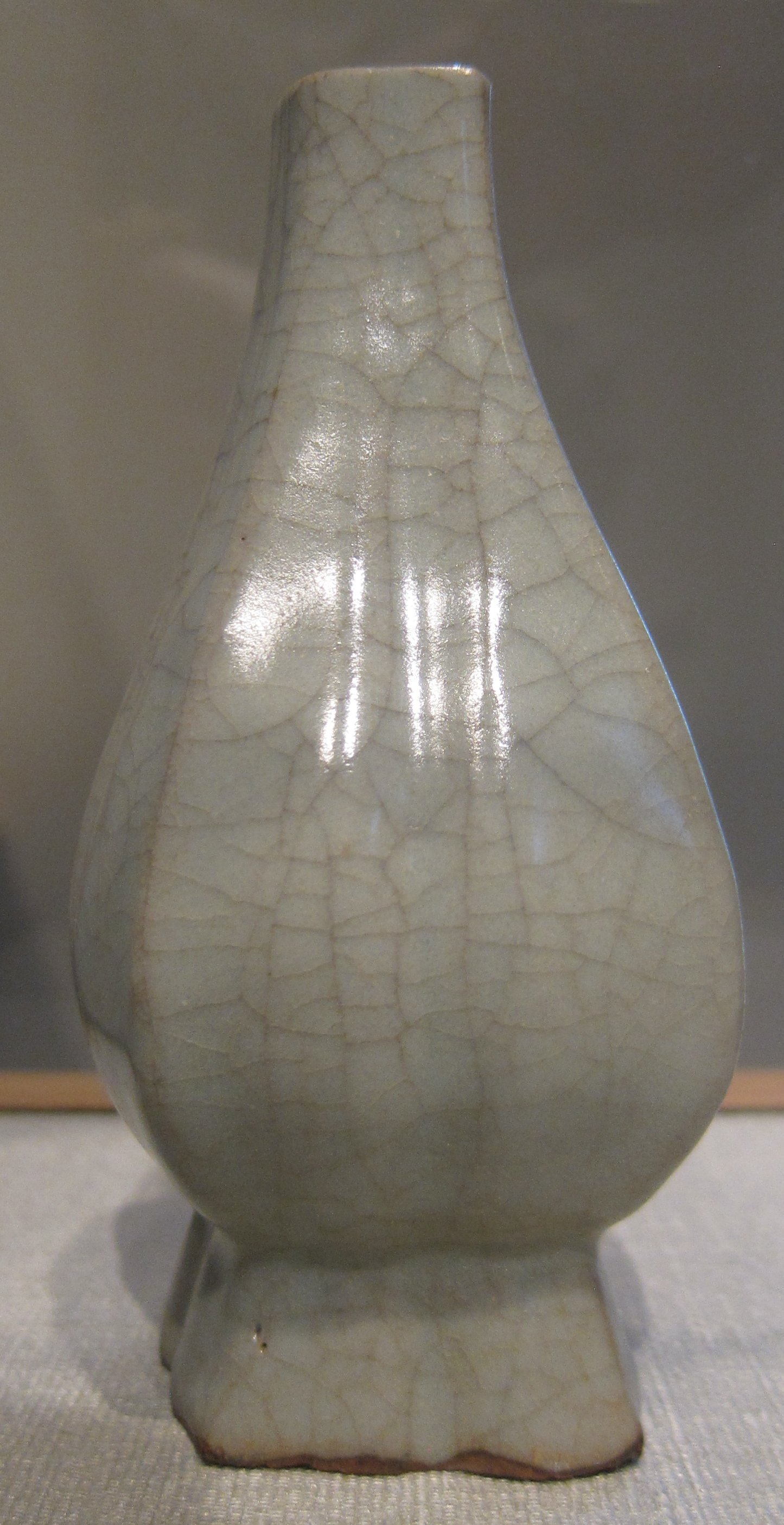
Vaso cinese del XII/XIII secolo (dinastia Song meridionale).
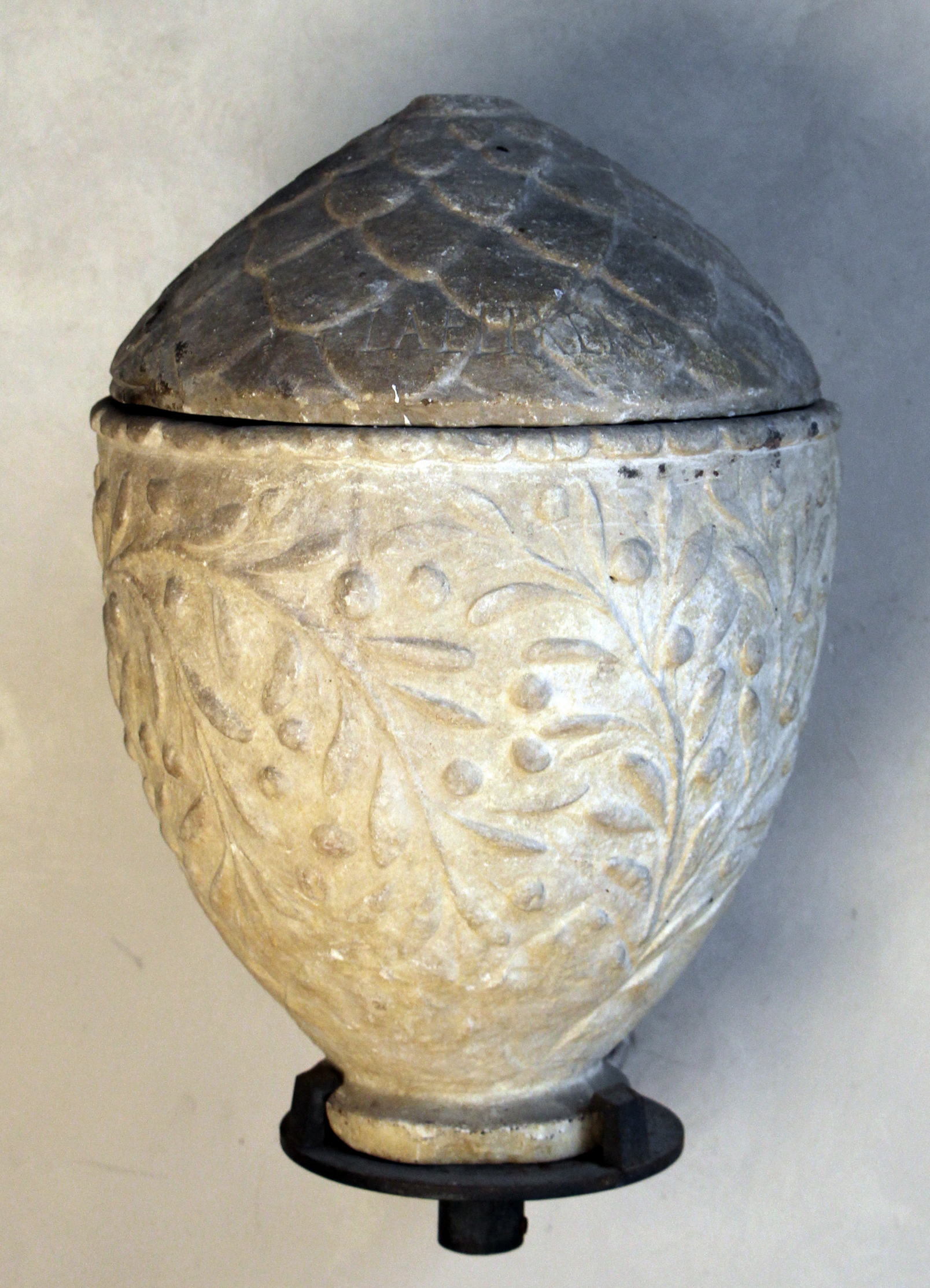
Vaso di marmo, arte romana del I secolo.
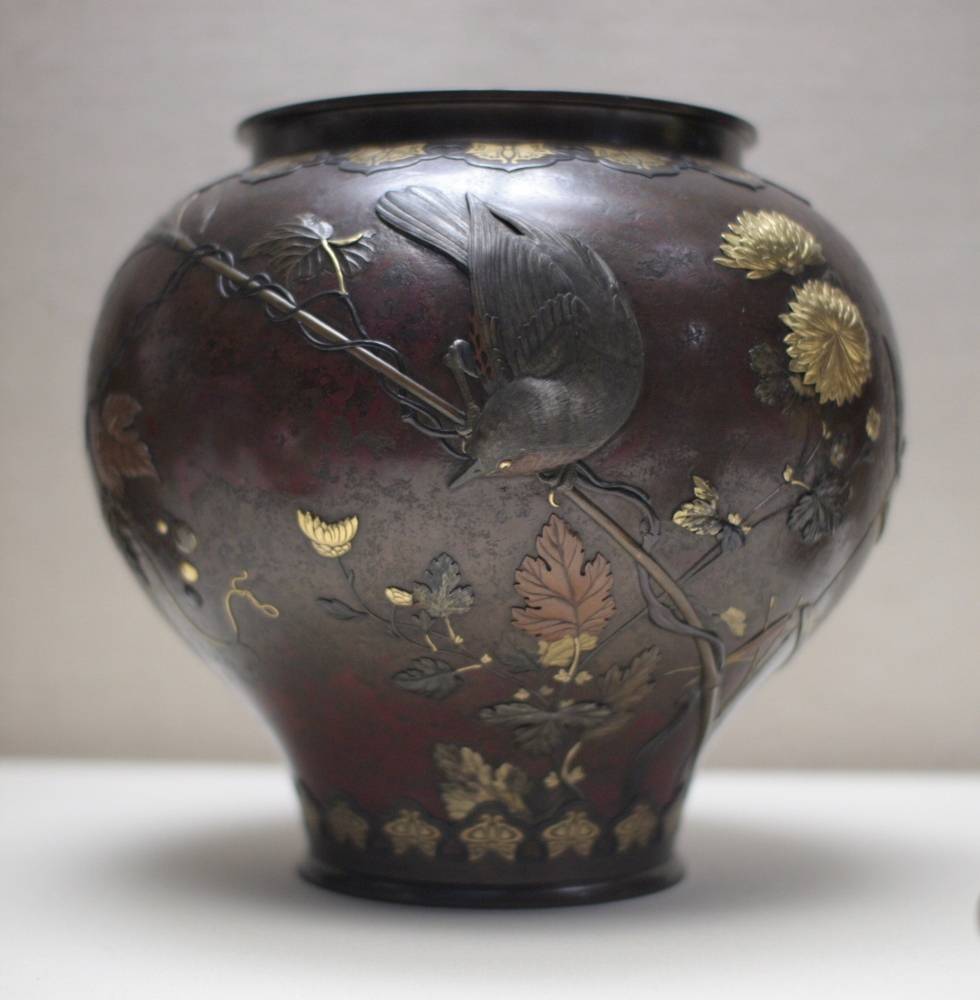
Vaso in bronzo giapponese di fine Ottocento.
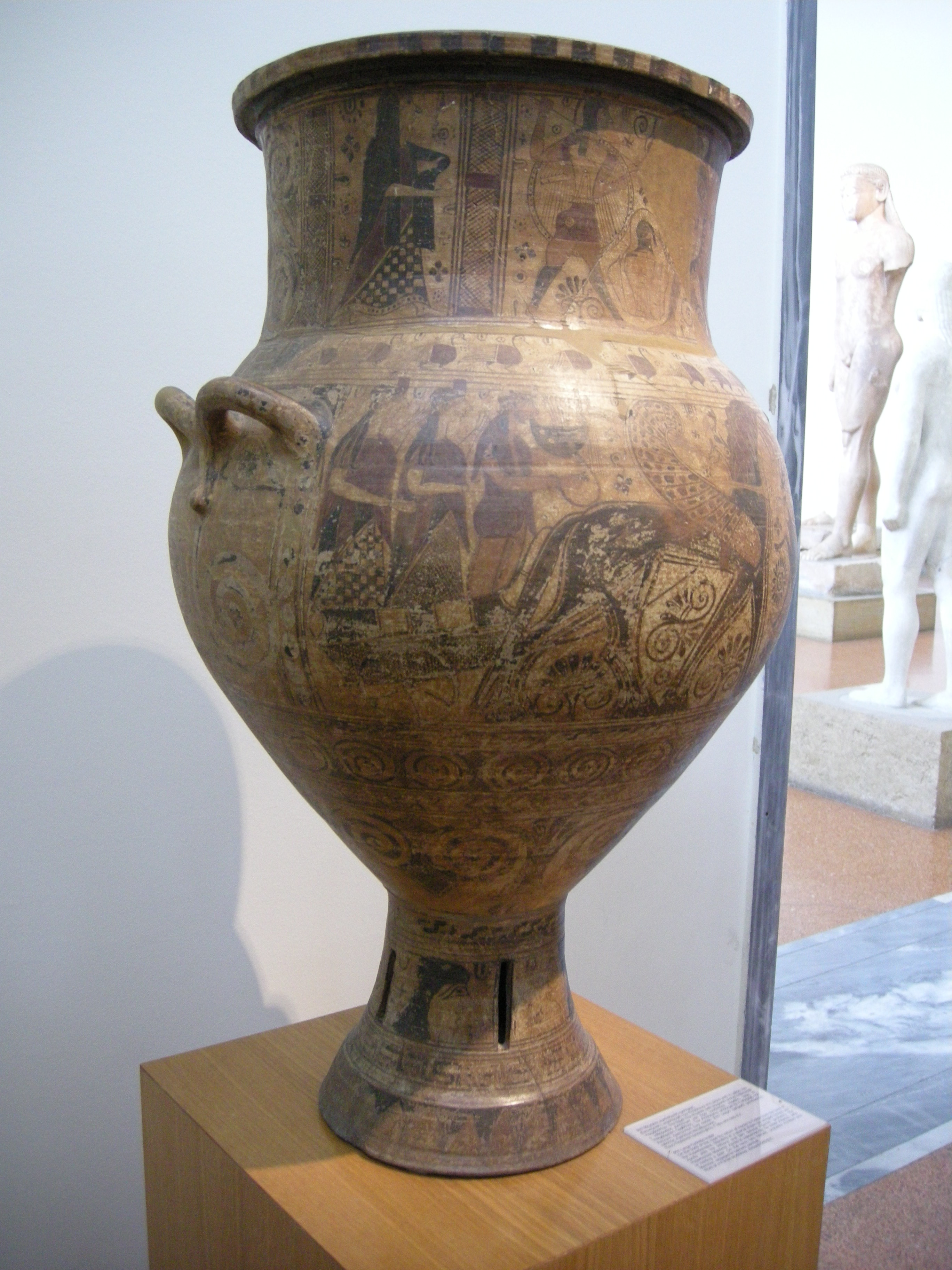
Vaso dell'Antica Grecia raffigurante Apollo e Artemide, VII secolo a.C.
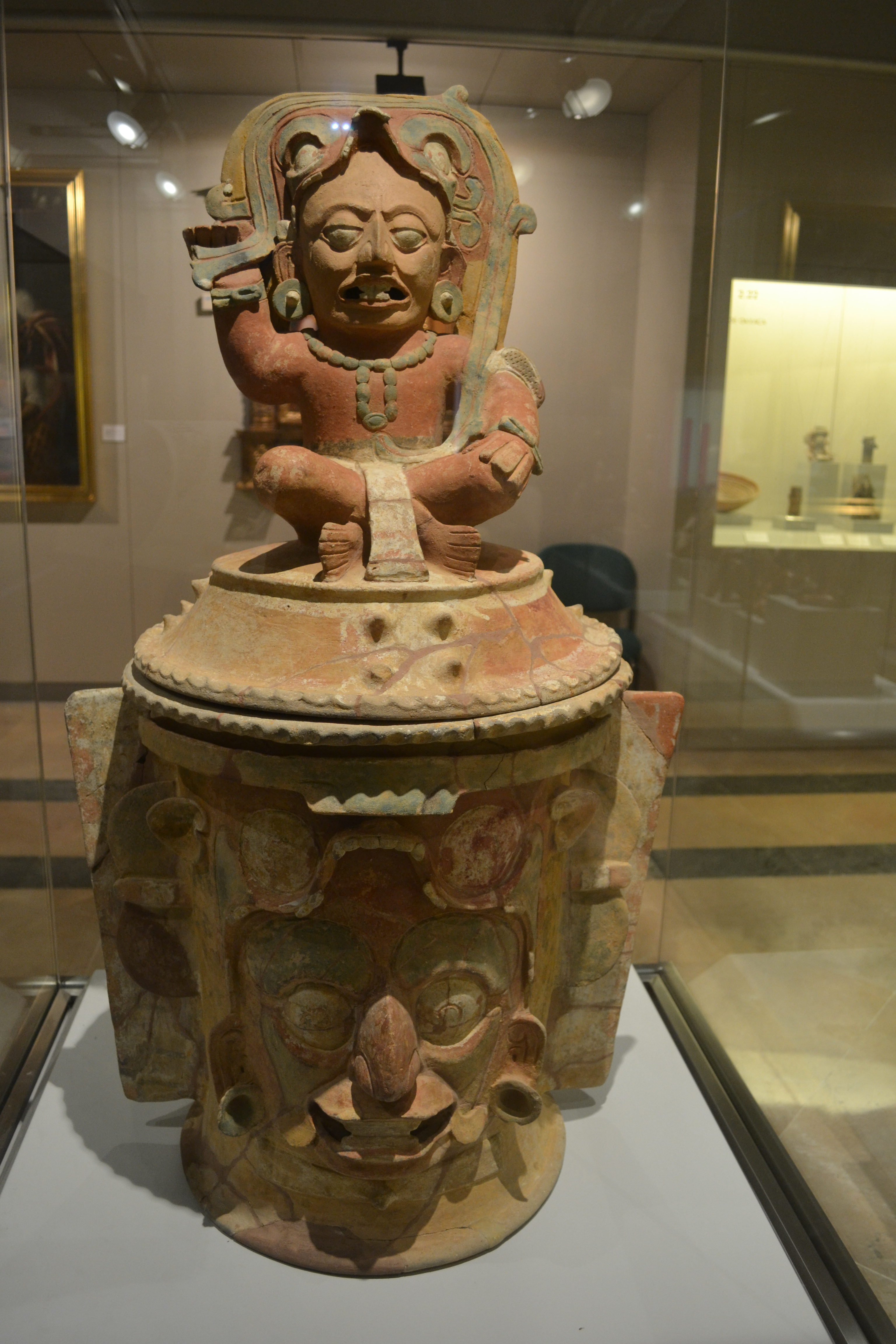
Urna funeraria Maya del VI/IX secolo, raffigurante il dio del sole Kinich Ahau.